# خاطرات خون‌آشام (رمان)
خاطرات خون آشام مجموعه رمان‌های سبک وحشت و خون آشام و آفریده ال. جی. اسمیت است. مرکز داستان، الینا گیلبرت است؛ یک دختر دبیرستانی که قلبش بین دو بین برادر خون آشام، استفن و دیمن سالواتوره، گیر کرده‌است.

## تاریخچه انتشار
این مجموعه دراصل در سال ۱۹۹۱-۱۹۹۲ منتشر شد و حول محور استفن سالواتوره و الینا گیلبرت می چرخید. در سه رمان اول (بیداری، تقلا و خشم)استفن و الینا راویان ماجرا هستند درحالیکه آخرین کتاب مجوعه اصلی، تجدید دیدار تاریک، به روایت بانی مک کولو می‌باشد.
بعد از یک وقفه طولانی در نوشتن، اسمیت اولین بخش از سه‌گانه "بازگشت" با نام شبانگاه را در ۱۰فوریه ۲۰۰۹ چاپ کرد. ارواح سایه،دومین کتاب این سه‌گانه در ۱۶مارس ۲۰۱۰ منتشر شد. سومین و آخرین کتاب نیز با نام نیمه شب، در ۱۵مارس ۲۰۱۱ به چاپ رسید.
سه‌گانه بعدی باعنوان شکارچیان، توسط یک سایه نویس نوشته شد. درواقع، اسمیت بعد از نگارش سه رمان اصلی، یک قرارداد کار بست تا الوی حق امتیاز مجموعه را داشته باشد. اسمیت دراصل قصد داشت نام کتاب‌های سه‌گانه سوم را شبح، سرودشامگاه و ابدیت بگذارد. ولی سایه‌نویس کتاب سوم آن را قیام سرنوشت نامید. شبح در ۲۵اکتبر ۲۰۱۱، آوازماه در ۱۳ مارس ۲۰۱۲ و قیام سرنوشت در ۲۳ اکتبر ۲۰۱۲ منتشر شد.
در ۱۵ژانویه ۲۰۱۴، اسمیت اعلام کرد قبل از اخراج شدن توسط شرکت "الوی" در حال نوشتن نسخه خودش از خاطرات خون آشام بود. اسمیت در آمازون کیندل به نوشتن کتاب‌هایش ادامه داد که دیگر بخشی از مجموعه اصلی نیست. سرودشامگاه، ادامه بازگشت:نیمه شب را روایت می‌کند. سه عنوان سه‌گانه آوازشامگاه، بهشت گمشده، نبرد رزها و درون جنگل می‌باشد.

## رمان‌ها

### خاطرات خون آشام
1. بیداری: جلد ۱ (۱۹۹۱) شابک ‎۹۷۸−۱−۴۴۴۹−۰۰۷۱−۲
2. تقلا: جلد ۲  (۱۹۹۱) شابک ‎۹۷۸−۰−۰۶−۱۹۹۰۷۶−۲
3. خشم: جلد ۳ (۱۹۹۱) شابک ‎۹۷۸−۰−۰۶−۱۹۹۰۷۷−۹
4. تجدید دیدار تاریک: جلد ۴ (۱۹۹۲) شابک ‎۹۷۸−۰−۰۶−۲۰۲۰۵۸−۱ (تجدید دیدار در نسخه بریتانیایی و استرالیایی)

### سه‌گانهبازگشت
1. بازگشت: شبانگاه (۲۰۰۹)ISBN 978-0-06-172080-2
2. بازگشت: ارواح سایه (۲۰۱۰) شابک ‎۹۷۸−۰−۰۶−۱۷۲۰۸۳−۳
3. بازگشت: نیمه شب (۲۰۱۱) شابک ‎۹۷۸−۰−۰۶−۱۷۲۰۸۵−۷

### سه‌گانهشکارچیان
1. شکارچیان: شبح (۲۰۱۱) (نوشته یک سایه نویس)
2. شکارچیان: آوازماه (۲۰۱۲) (نوشته یک سایه نویس)
3. شکارچیان: قیام سرنوشت (۲۰۱۲) (نوشته یک سایه نویس)

### سه‌گانهرستگاری
1. رستگاری: نادیده (۲۰۱۳) (نوشته آبری کلارک)
2. رستگاری: ناگفته (۲۰۱۳) (نوشته آبری کلارک)
3. رستگاری: بی نقاب (۲۰۱۴) (نوشته آبری کلارک)

### مجموعه‌ها
- بیداری و تقلا (۲۰۰۷) شابک ‎۹۷۸−۱−۴۱۷۸−۲۵۹۹−۸
- خشم و تجدید دیدار تاریک (۲۰۰۷) شابک ‎۹۷۸−۰−۰۶−۱۱۴۰۹۸−۳

## اقتباس تلویزیونی
در ۶فوریه ۲۰۰۹، اعلام شد که شبکه سی دابلیوقسمت آزمایشی سریال تلویزیونی با نام خاطرات خون آشام را باهمکاری کوین ویلیامسون و جولی پلک (بعنوان نویسنده و تهیه‌کننده ویژه)تهیه خواهد کرد. در ۱۹می ۲۰۰۹، به‌طور رسمی این قسمت تبدیل به سریال شد.

## خاطرات استفن
خاطرات استفن شش رمان براساس سریال تلویزیونی است که نگارش آن به لیزا جین اسمیت نسبت داده می‌شود اما دراصل نوشته یک سایه‌نویس است. این مجموعه دربارهٔ گذشته‌استفن و دیمن تا رسیدن کاترین است. ازآنجاکه نگارش این کتب با پخش سریال هم‌زمان بود، تفاوت‌هایی درآن‌ها وجود دارد؛ مثلاً در داستان خون آشام‌های اصیل.
- خاطرات خون آشام. خاطرات استفن: اصیل‌ها (۲نوامبر ۲۰۱۰[۶])
- خاطرات خون آشام. خاطرات استفن: شهوت خون (۴ژانویه ۲۰۱۱[۶])
- خاطرات خون آشام. خاطرات استفن: ولع (۳مارس ۲۰۱۱[۶])
- خاطرات خون آشام. خاطرات استفن: درنده (۸نوامبر ۲۰۱۱[۷])
- خاطرات خون آشام. خاطرات استفن: پناهگاه (۱۷ژانویه ۲۰۱۲[۸])
- خاطرات خون آشام. خاطرات استفن: مجبور (۱۲مارس ۲۰۱۲[۹])